# 삼성 챗 335
삼성 챗 335(Samsung Ch@t 335, Samsung S3350)는 삼성전자가 2011년에 출시한 휴대 전화기이다.